# Anticlea correlata
Anticlea correlata conocida (en japonés) como ミカヅキナミシャク o "polilla en forma de luna", es una especie de polilla perteneciente a la familia Geometridae. La especie fue descrita por primera vez por William Warren habiendo sido descrita en 1901, con distribución en Japón. Es una especie mediana con una envergadura de 38 milímetros (1,5 plg), de color gris blanquecino, teñido de rojizo opaco. Las líneas principales de las alas son finas y negras con el resto del ala rojizo opaco.